# Eagan (Minnesota)
Eagan – miasto w północnej części Stanów Zjednoczonych, w stanie Minnesota. Położone w hrabstwie Dakota.